# آدام کادمون
آدام کادِمون یا آدم قادِمون یک اصطلاح مذهبی در کابالاست که به معنی آدم اصلی می‌باشد. بر اساس دیدگاه کابالا آدام کادمون یا آدم بالا آدمی است که در اولین مرحله از پنج مرحله اولی پیدایش تولید شد و از آدم پایین یا آدمی که بعد از هبوط و گناه میوه ممنوعه تولید شد متفاوت است. حوزه آدام کادمون حوزه سفیروت کتر می‌باشد.

## در کابالا
در کابالا آدام کادمون یا آدم اصلی با آدام هاریشون که معمولاً با عنوان «آدم» شناخته می‌شود متفاوت است. آدام کادمون در حوزه میل اولیه خالق به تولید و در سفیروت کتر می‌باشد. از آدام کادمون چهار دنیای دیگر اتزیلوت، بریا، یتزیرا و آسیا ایجاد می‌شوند. آدام کادمون معمولاً از این چهاردنیا متفاوت فرض می‌شود و این چهاردنیا با چهار حرف نام خدا ی ه و ه مرتبط هستند. آدام کادمون تنها مرتبط با نوک حرف یود است.

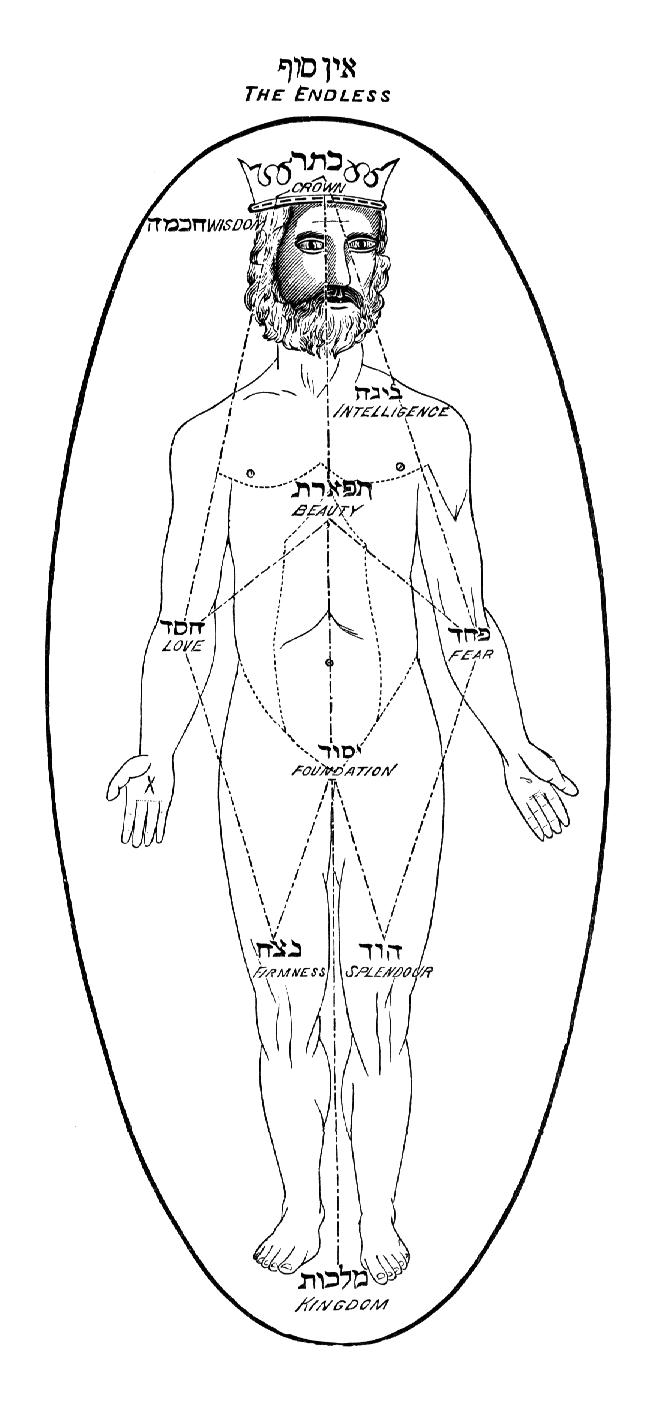
آدام کادمون از کتاب کابالا نوشته گینزبرگ.

ساختار آدام کادمون در واقع نشان‌دهنده هدف اصلی خلقت و سفیروت صفات الهی است. آدام هاریشون در اثر حبوط و سقوط در اثر گناه اصلی دارای این صفات نیست. آدام کادمون در دنیایی است که دارای محدودیت‌های سفیروت‌ها نیست.

### در زوهر
در زوهر نوشته شده‌است: «فرم انسان دارای تصویر هر آنچه بالا (در بهشت) و در پایین (در زمین) است می‌باشد. از این رو مقدس قدیمی (خدا) آن را برای فرم خود انتخاب کرد»
در زوهر مرد بهشتی دارای صفات الهی و تمامی ده سفیروت است.

### در کابالای لوریا
در نوشته‌های ایزاک لوریا در مورد آدام کادمون گفته شده‌است که آدام کادمون مانند یک واسطه بین عین سوف و سفیروتها است. بر اساس نظر لوریا عین سوف کاملاً غیرقابل فهم است و تنها آدام کادمون دارای صفات عین سوف می‌باشد.

### فیلون اسکندرانی
اولین استفاده از لغت مرد اصلی یا مرد بهشتی توسط فیلون اسکندرانی بود. او اعتقاد داشت که مرد بهشتی دارای فساد مرد زمینی نیست و از مواد متفاوتی ساخته شده‌است. مرد بهشتی یا آدام کادمون دارای تمامی صفات لوگوس (کلمه) است و نه مرد و نه زن است ولیکن مرد زمینی دارای ویژگیهای زمینی است. بر اساس نظر فیلون اسکندرانی در کتاب پیدایش در آیات ۱:۲۷ و ۲:۷ در مورد تولید دو مرد متفاوت اولین در بهشت و دومین در زمین صحبت می‌شود. او اعتقاد داشت که مرد بهشتی نه مرد و نه زن، بلکه بیناجنس است.

### در میدراش
رابطه بین دو آیه ذکر شده در بالا توسط فریسیان نیز مورد بررسی قرار گرفت. آنها اعتقاد داشت که آدم اصلی یا آدام کادمون دوجنسه (مرد-زن) آفریده شده بود. آنها اعتقاد داشت که جدا شدن دو جنسیت بعداً توسط عمل ثانویه بر روی بدن آدم اصلی ایجاد شد.

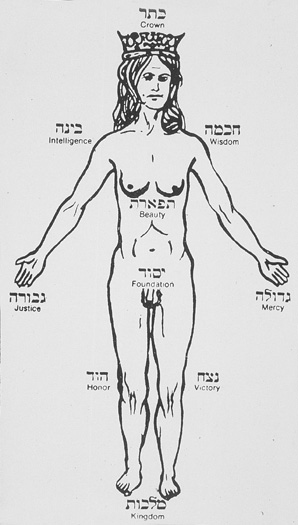
آدام کادمون به صورت دوجنسه

### در تلمود
ربی عقیبا در تلمود در مورد این مسئله صحبت کرده‌است.

## در مسیحیت

### مسیحیت پولسی
پولس که یکی از شاگردان گملائیل بود نیز اعتقادات مشابه فریسیان داشت. بر اساس نظر او دو آدم وجود دارد اولین در دنیای روح و دومی در دنیای ماده. آدم زمینی در انتهای خلقت تولید شد و به وسیله قوانین زمین مانند مرگ محدود است. آدم اصلی یک ایده روحانی است و دارای محدودیتهای ماده نیست. پولس اعتقاد داشت که لوگوس که از قبل وجود داشته‌است به صورت عیسی مسیح ظاهر شده‌است.